# Верный (бронеавтомобиль)
«Верный» — именной бронеавтомобиль Добровольческой армии в ходе Гражданской войны в России.

## История
Один из 16-ти зенитных бронеавтомобилей Пирлесс Русской императорской армии, разработанных и построенных по заказу ГАУ британской фирмой Vickers на шасси 3-тонного американского грузовика Peerless. Зенитные бронеавтомобили «Пирлесс» эпизодически использовались частями Русской Императорской армии в боевых действиях 1917 года.
Из-за Февральской революции в России Зенитные бронеавтомобили «Пирлесс» убыли на фронт лишь в середине мая. Летом 1917 года 2-я отдельная бронированная батарея для стрельбы по воздушному флоту (далее ОБПСВФ) была в составе войск Румынского фронта и позже вошла в состав «ударных частей смерти».
Зенитный бронеавтомобиль «Пирлесс» под наименованием «Броневик № 3» в феврале — мае 1918 года участвовал в походе Яссы — Дон в составе Отряда полковника М. Г. Дроздовского. После соединения Отряда с Добровольческой армией «Броневик № 3» вошёл в её состав как первый броневик Добровольческой армии. 
На Дону «Броневик № 3» получил наименование «Верный». 
Броневик «Верный» с июня 1918 года участвовал во Втором Кубанском походе Добровольческой армии. Входил в состав 1-го броневого отряда, затем — 3-го броневого отряда, а с октября — 3-го бронеавтомобильного генерала Дроздовского. 
Броневик был уничтожен осенью 1919 года под Суджей Курской губернии.

## Экипаж
Экипаж броневого автомобиля:
- Командир, капитан С. Р. Нилов

члены экипажа:
- штабс-капитан Антипов
- поручик Бочковский
- подпоручик Муромцев
- прапорщик Шатагин
- прапорщик Гребенщиков
- унтер-офицер Кобенин
- унтер-офицер Г. Хораб